# Buenaventura Castellet
Buenaventura Castellet Baltá (Tarrasa, 1825-Argentona, 1890) fue un farmacéutico, agrónomo y profesor español.

## Biografía
Nacido en 1825 en la localidad barcelonesa de Tarrasa, fue profesor de Farmacia. Comendador de la Orden de Isabel la Católica y miembro de varias corporaciones científicas, fue autor de las obras Viticultura y enología española ó tratado sobre el cultivo de la vid y los vinos de España (1873) y Memoria sobre el tintóreo híbrido de mosto negro. Falleció en 1890 en la localidad barcelonesa de Argentona. Se le dedicó el nombre de una calle en su localidad natal, en el Antic Poble de Sant Pere.